# Panama i olympiska sommarspelen 1948
Panama deltog med en deltagare vid de olympiska sommarspelen 1948 i London. Totalt vann de två medaljer.

## Medaljer

### Brons
- Lloyd LaBeach - Friidrott, 100 meter
- Lloyd LaBeach - Friidrott, 200 meter